# Honduras vid världsmästerskapen i friidrott 2022
Honduras tävlade vid världsmästerskapen i friidrott 2022 i Eugene i USA mellan den 15 och 24 juli 2022. Honduras hade en trupp på en idrottare.

## Resultat
Gång- och löpgrenar
| Idrottare      | Gren                | Inledande omgång | Inledande omgång | Försöksheat | Försöksheat | Semifinal        | Semifinal        | Final            | Final            |
| Idrottare      | Gren                | Resultat         | Placering        | Resultat    | Placering   | Resultat         | Placering        | Resultat         | Placering        |
| -------------- | ------------------- | ---------------- | ---------------- | ----------- | ----------- | ---------------- | ---------------- | ---------------- | ---------------- |
| Melique García | Herrarnas 100 meter | 10,70 0SB0       | 12 0q0           | 10,88       | 56          | Gick inte vidare | Gick inte vidare | Gick inte vidare | Gick inte vidare |